# Ebotes de Dime
Ebotes (en grec antic: Οἰβώτας), fill d'Ènies, fou un atleta de l'antiga Grècia nadiu de Dime (Acaia) que va guanyar la correguda a peu dels Jocs Olímpics a la 6a Olimpíada, l'any 756 aC.
Segons la narració de Pausànies, Ebotes va ser el primer aqueu de proclamar-se campió, però no va rebre cap recompensa ni agraïment dels seus conciutadans; com a resposta, va llençar una maledicció per la qual mai més cap aqueu tornaria a guanyar els Jocs. Efectivament, els aqueus varen estar tres-cents anys sense tenir cap campió; per això, decidiren consultar l'oracle de Delfos, que va ordenar erigir una estàtua a Ebotes, construïda finalment el 460 aC. Poc després, Sòstrat de Pel·lene va obtenir una victòria en la cursa a peu. Es va establir el costum de fer un sacrifici davant de l'estàtua d'Ebotes per part dels atletes aqueus abans de començar una competició olímpica, i si en sortien vencedors, coronaven l'estàtua o deixaven ofrenes als seus peus. En temps de Pausànies encara es visitava la tomba d'Ebotes.